# Transcontinental Race
La Transcontinental Race (abbreviata TCR) è una competizione annuale di ultraciclismo, svolta in autonomia, che attraversa l'Europa. Si tratta di una delle gare di ultra resistenza più difficili del mondo. La distanza da percorrere è compresa tra i 3200 e i 4000 chilometri, con un percorso che varia da edizione a edizione, e i vincitori impiegano generalmente tra i 7 e i 10 giorni per completare la gara.

## Storia

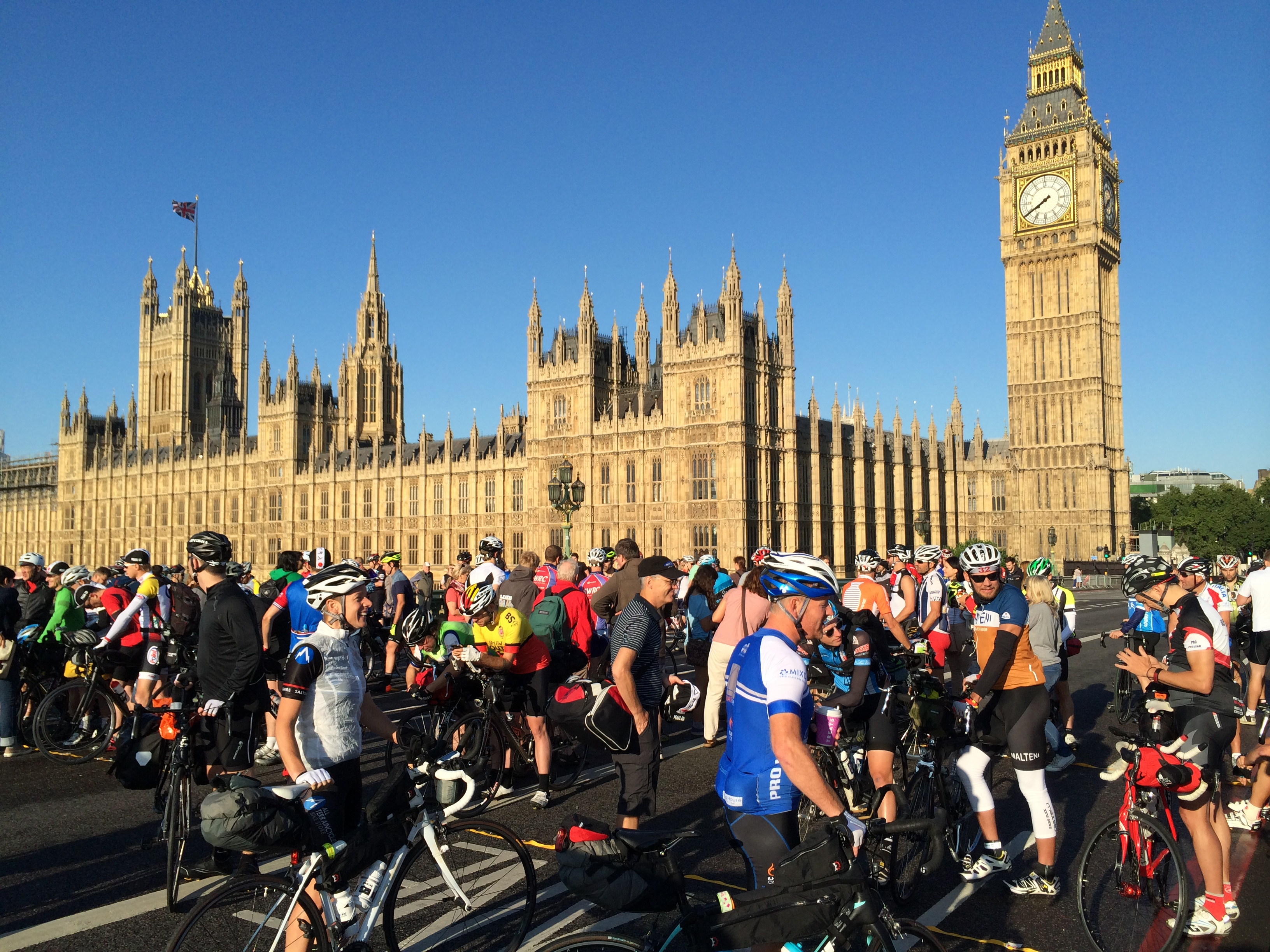
La partenza della gara a Londra nel 2014

La gara è stata ideata nel 2013 dal ciclista britannico Mike Hall, vincitore di diverse competizioni di ultraciclismo. Hall è stato il principale organizzatore della gara tra il 2013 e il 2016. In seguito alla sua morte nel 2017 i suoi collaboratori hanno creato l'organizzazione «Lost Dot» per continuare ad organizzare la competizione.
Alla prima edizione nel 2013 hanno preso parte 30 persone e da allora l'interesse nella competizione è notevolmente cresciuto, tanto da raggiungere le 1000 domande di partecipazione, a fronte di circa 250 posti disponibili, nel 2016. L'edizione del 2017, la più numerosa fino a quel momento dal momento che molti ciclisti hanno voluto partecipare per onorare la memoria di Mike Hall, ha visto partire 283 corridori, 143 dei quali sono arrivati al traguardo.
Nel 2019 per la prima volta la gara è stata vinta da una donna, la ciclista amatoriale e ricercatrice tedesca Fiona Kolbinger.

## Regolamento
Il percorso della gara cambia di anno in anno e, dopo la partenza di massa, i ciclisti possono scegliere il percorso che preferiscono per raggiungere il traguardo, a patto di toccare i punti di controllo (da 2 a 4, a seconda delle edizioni) situati lungo il percorso. Non esistono tappe e i partecipanti gestiscono in autonomia quando fermarsi per mangiare e riposare.
La gara deve svolgersi in completa autonomia e non sono ammessi aiuti esterni né dagli altri partecipanti, come stare in scia o cambiarsi il cibo. Tutto l'equipaggiamento e i viveri necessari devono essere portati con sé o acquistati durante il percorso.

## Il percorso
| Anno | Distanza approssimativa (km) | Dislivello approssimativo (m) | Partenza              | Primo punto di controllo          | Secondo punto di controllo  | Terzo punto di controllo                          | Quarto punto di controllo       | Traguardo                      |
| ---- | ---------------------------- | ----------------------------- | --------------------- | --------------------------------- | --------------------------- | ------------------------------------------------- | ------------------------------- | ------------------------------ |
| 2013 | 3.200                        | 30.000                        | Londra Regno Unito    | Geraardsbergen Belgio             | Passo dello Stelvio Italia  | N.D.                                              | N.D.                            | Istanbul Turchia               |
| 2014 | 3.600                        | 30.000                        | Londra Regno Unito    | Parigi Francia                    | Passo dello Stelvio Italia  | Monte Lovćen Montenegro                           | N.D.                            | Istanbul Turchia               |
| 2015 | 4.200                        | 35.000                        | Geraardsbergen Belgio | Mont Ventoux Francia              | Strada dell'Assietta Italia | Vukovar Croazia                                   | Monte Lovćen Montenegro         | Istanbul Turchia               |
| 2016 | 3.800                        | 45.000                        | Geraardsbergen Belgio | Clermont-Ferrand Francia          | Passo della Furka Svizzera  | Passo di Giau Italia                              | Massiccio Durmitor Montenegro   | Çanakkale Turchia              |
| 2017 | 4.000                        | 35.000                        | Geraardsbergen Belgio | Castello di Lichtenstein Germania | Monte Grappa Italia         | Monti Tatra Slovacchia                            | Transfăgărășan Romania          | Monasteri della Meteore Grecia |
| 2018 | 3.900                        | 35.000                        | Geraardsbergen Belgio | Passo Bielerhöhe Austria          | Passo Mangart Slovenia      | Passo Karkonoska Polonia                          | Bjelašnica Bosnia ed Erzegovina | Monasteri della Meteore Grecia |
| 2019 | 4.000                        | 40.000                        | Burgas Bulgaria       | Buzludža Bulgaria                 | Besna Kobila Serbia         | Passo Gardena Italia - Passo dell'Arlberg Austria | Alpe d'Huez Francia             | Brest Francia                  |

## Vincitori
Il record di vittorie spetta al ciclista belga Kristof Allegaert, che ha raggiunto per primo il traguardo nel 2013 (in 7 giorni, 13 ore e 45 minuti), nel 2014 e nel 2016. Il britannico James Hayden ha vinto per due volte, nel 2017 e nel 2018, mentre nel 2015 la vittoria è andata al britannico Josh Ibbett. Nel 2019 per la prima volta ha tagliato per prima il traguardo una donna, la tedesca Fiona Kolbinger, con un tempo di 10 giorni, 2 ore e 48 minuti, impiegando circa 10 ore in meno del secondo classificato.
| Anno | 1º classificato (Tempo)        | 2º classificato               | 3º classificato             | Primo uomo        | Prima donna                | Prima coppia                                   |
| ---- | ------------------------------ | ----------------------------- | --------------------------- | ----------------- | -------------------------- | ---------------------------------------------- |
| 2013 | Kristof Allegaert (7g 13h 45m) | Richard Dunnett               | Matt Wilkins                | Kristof Allegaert | Juliana Buhring            | N.D.                                           |
| 2014 | Kristof Allegaert (7g 23h)     | Josh Ibbett                   | Richard Dunnett             | Kristof Allegaert | Pippa Handley              | N.D.                                           |
| 2015 | Josh Ibbett (9g 23h 54m)       | Alexandre Bourgeonnier        | Thomas Navratil             | Josh Ibbett       | Jayne Wadsworth            | Timothy France & Neil Phillips                 |
| 2016 | Kristof Allegaert (8g 14h 38m) | Neil Phillips                 | Carlos Mazón                | Kristof Allegaert | Emily Chappell             | Andrew Boyd & James Stannard                   |
| 2017 | James Hayden (9g 2h 14m)       | Björn Lenhard                 | Jonas Goy                   | James Hayden      | Melissa Pritchard          | Anders Syvertsen & Eivind Tandrevold           |
| 2018 | James Hayden (8g 23h 59m)      | Matthew Falconer (9d 23h 42m) | Björn Lenhard (10d 0h 36m)  | James Hayden      | Ede Harrison (13d 19h 32m) | Luca Somm & Oliver Bieri (14g 08h 23m)         |
| 2019 | Fiona Kolbinger (10g 2h 48m)   | Ben Davies (10g 13h 10m)      | Job Hendrickx (10g 15h 48m) | Ben Davies        | Fiona Kolbinger            | Espen Landgraff & Emmanuel Verde (13g 13h 46m) |